# FÜRST-Hochhaus
Das FÜRST-Hochhaus (bis 2019 Ku’damm-Karree) ist ein Hochhaus des Gebäudekomplexes im Quartier FÜRST des Berliner Ortsteils Charlottenburg. Seit 2018 wird das Bauensemble grundlegend saniert.

## Geschichte
Das Kerngebäude mit 33 Etagen wurde in den Jahren 1969–1974 erbaut und steht im Zentrum des Baublocks, der durch die Straßen Kurfürstendamm, Uhlandstraße, Lietzenburger Straße und Knesebeckstraße begrenzt wird. Geplant hatte das 102 m hohe Gebäude die Architektin Sigrid Kressmann-Zschach. Die Gesamtfläche des Gebäudes beträgt 23.000 m².
Der Immobilienunternehmer Rafael Roth erwarb 1990 das Ku’damm-Karree inklusive des Hochhauses vom Land Berlin und sanierte es in den Jahren 1994–1995, dabei wurden auch neue Fenster und Fassaden verbaut. Er hatte im Hochhaus bis zu seinem Tode im Jahr 2013 eine Penthouse-Wohnung.
Im Jahr 2002 hatte Roth das gesamte Ensemble bis auf seine eigene Wohnung an die db-Real-Estate weiterverkauft.

### 2000er Jahre
Die db-Real-Estate veräußerte das Ku’damm-Karree im Jahr 2006 an den Private-Equity-Fonds Fortress.
Nach weiteren Verkäufen kam der Gebäudekomplex 2008 in den Besitz von Ballymore Properties. Ballymore plante die Neugestaltung des Ku’damm-Karrees; das Hochhaus sollte mit Wohneinheiten ausgestattet werden und eine neue Fassade erhalten. Die Entwürfe für den Umbau fertigte der Architekt David Chipperfield an.
Anfang 2015 wurde Cells Bauwelt GmbH aus München neuer Eigentümer, der mit Hilfe privater Investoren weitergehende Umbaupläne des Komplexes samt dem Theater und der Komödie am Kurfürstendamm realisieren lässt. Mit Ionview Holdings (Sàrl), Luxemburg, einem Tochterunternehmen von Dayan Family Office des israelischen Investors Amir Dayan, hat das Fürst seit Oktober 2019 einen neuen Eigentümer. Der russische Geschäftsmann Mikhail Opengeym hat alle seine Anteile veräußert. Cells Bauwelt bleibt weiterhin Entwickler.

### Modernisierung ab 2018
Die Projektfinanzierung liegt bei einem Bankenkonsortium unter Führung der Bayerischen Landesbank. Einige Jahre tat sich an den Gebäuden nichts, denn Bürgerproteste verhinderten die Umsetzung der rigorosen Neu- und Umgestaltungspläne. Insbesondere ging es um den Erhalt der beiden Theatereinrichtungen, die nach ersten Planungen zugunsten von Einzelhandelseinrichtungen abgerissen werden sollten.
Schließlich erfolgten im Mai 2018 erste Abrissarbeiten am Karree für einen Neubau, aber das Hochhaus blieb erhalten. Nach juristischen Rangeleien und der Zusage des Berliner Senats, 800.000 Euro Zuschuss für die Erneuerung der Theater bereitzustellen, änderte der Projektentwickler Cells Bauwelt seine Pläne: die Theater können nun nach Wiedereröffnung des Ku’damm-Karrees in neue Theaterräume im Kellergeschoss einziehen, wo ein moderner Theatersaal mit 640 Sitzplätzen entsteht, dessen Mietvertrag für 20 Jahre garantiert wird. Sie erhielten im Sommer 2018 eine Ausweich-Spielstätte im Schillertheater.
Für den ersten Bauabschnitt an der Uhlandstraße war der Abschluss zum Ende 2019 geplant. Alle Büro- und Gewerbeflächen seien bereits vermietet, u. a. an Rent 24 Co-Working, RTL Audio Center und an Rewe hieß es (Stand: Februar 2019).
Der zweite Bauabschnitt sieht die Umgestaltung des Hochhauses vor. Das Innere soll saniert und modernisiert werden, die Fassade der unteren Bauteile soll „aufgerissen“ werden, um das Turmbauwerk besser erkennbar zu machen. Auf Straßenniveau soll in der entstehenden Bauwerkslücke ein kleiner Stadtplatz angelegt werden, auf dem das separate Eingangsgebäude für die Theaterbühnen in Form eines Glaspavillons errichtet werden soll.
Ein bemerkenswertes Zugeständnis an die Pläne des Senats, Berlin fahrradfreundlicher zu gestalten, ist der Umbau des ersten Kellergeschosses zu einer Abstellmöglichkeit für bis zu 1000 Fahrräder. Der im zweiten Untergeschoss vorhandene ehemalige Atomschutzbunker kann mit der Geschichtsausstellung The Story of Berlin besichtigt werden.
Zum zweiten Bauabschnitt gehören auch neue Bauten für das Quartier. Darin wird es Büros, ein Hotel, Gastronomie, Einzelhandel, Kultur-, Sport- und Fitnessangebote geben. Die Gesamtfläche für Gewerbe ist mit 97.000 m² veranschlagt. Als Fertigstellungstermin gab der Projektentwickler zwischenzeitlich Anfang 2024 an.
Das außerdem vorhandene separate Pkw-Parkhaus wurde modernisiert und erhielt eine neu angepasste Fassade.

## Nutzung
- Im zweiten Untergeschoss der Tiefgarage befindet sich die Mehrzweckanlage Kudamm-Karree
- Story of Berlin Ausstellung